# St. Gallus (Prag)

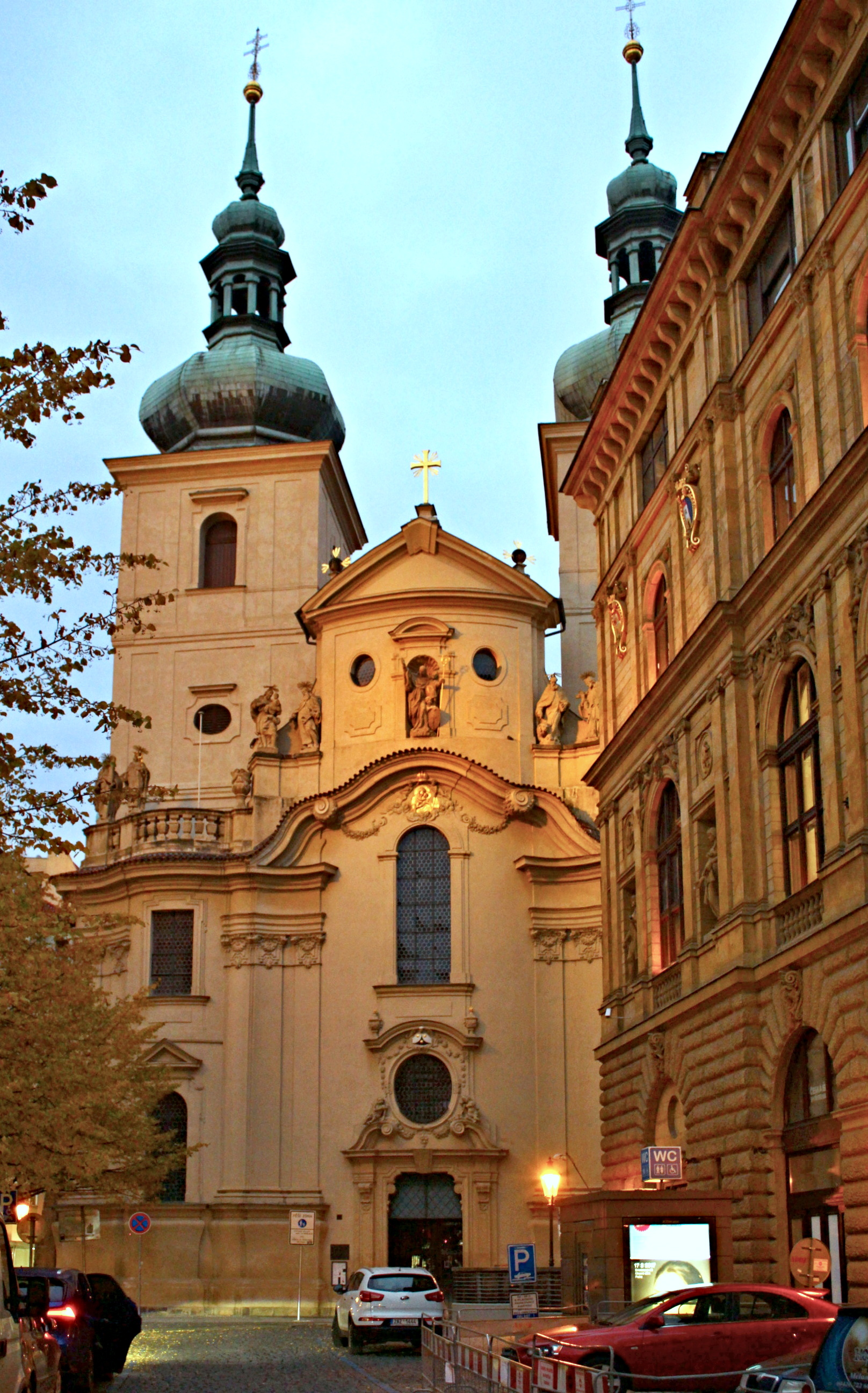
Hauptportal von St. Gallus (2016)

Die St.-Gallus-Kirche (tschechisch Kostel svatého Havla) ist eine römisch-katholische Kirche in der Gallusstadt (Havelské město) als Teil der Altstadt in der tschechischen Hauptstadt Prag.

## Bauwerk und Geschichte
Die ursprüngliche romanische Pfarrkirche St. Gallus wurde 1232–63 zeitgleich mit der Gallusstadt gegründet und erbaut, einem deutschen Viertel, das König Wenzel I. kurz nach seiner Thronbesteigung im Jahr 1230 gründete.
Sie war eine der vier Altstädter Pfarrkirchen. Nachdem der Schädel des heiligen Gallus im Jahr 1354 auf Bemühen von Kaiser Karl IV. aus St. Gallen nach Prag überführt worden war, wurde die Kirche ab 1353 hochgotisch umgebaut und nördlich ein Doppelschiff angefügt. In der Kirche predigten u. a. Johannes von Nepomuk (1380–90) und Jan Hus (1404).
1627 wurde die Kirche an den Orden der beschuhten Karmeliten übergeben, die 1671 Klostergebäude errichten – Kreuzgang und Refektorium sind erhalten – und die Kirche am Ende des 17. Jahrhunderts durch Giovanni Domenico Orsi de Orsini barock umbauen ließen. Aus dieser Zeit stammen unter anderem die Türme. Die Fassade in ihrer heutigen Form hat die Kirche 1723–1739 erhalten.
Als Teil der Prager Altstadt gehört die Sankt-Gallus-Kirche zum UNESCO-Weltkulturerbe.